# Obliqüitat de l'eclíptica
En astronomia, l'obliqüitat de l'eclíptica, obliqüitat o inclinació axial és l'angle que formen l'eix de rotació d'un planeta amb la perpendicular al pla de la seva òrbita al voltant del Sol.
És el responsable de les estacions en els planetes. El cas més sobreïxent és Mart, on la inclinació (25,19 º) és molt semblant a la Terra i com que l'any és el doble de llarg provoca estacions també el doble de llargues que a la Terra. El tall d'ambdós plans assenyala el Punt vernal del planeta o l'inici de la primavera en l'hemisferi nord marcià. Tità, el major satèl·lit de Saturn, també pareix tenir estacions.

## Obliqüitat de l'eclíptica

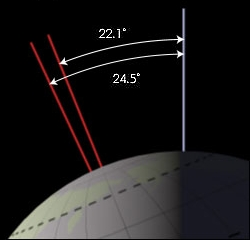
Variació de l'obliqüitat de l'eclíptica

El pla de l'òrbita de la Terra s'anomena eclíptica. Llavors, l'obliqüitat de l'eclíptica és l'angle d'inclinació que forma l'eix de rotació de la Terra respecte a la perpendicular a l'eclíptica. També és l'angle que forma l'equador celeste de la Terra amb l'eclíptica. Va ser mesurat per primera vegada per Eratòstenes i té un valor de 23,45º.
Ambdós plans, el de l'equador celeste i l'eclíptica, es tallen en el Punt Àries o Punt vernal. Quan el Sol arriba a aquest punt, indica l'inici de la primavera en l'hemisferi boreal.
L'eix de la Terra està inclinat en la mateixa direcció durant tot l'any; no obstant això, en orbitar la Terra al voltant del Sol, l'hemisferi inclinat cap al Sol esdevé gradualment inclinat en sentit contrari, i viceversa. Aquest efecte és el responsable de les estacions. L'hemisferi que està inclinat cap al Sol rep més hores de llum solar diàries i la radiació solar al migdia incideix des d'un angle més proper a la vertical i, per tant, aporta més calor.
L'obliqüitat de l'eclíptica varia entre 22,1º i 24,5º en un període de 41.000 anys (actualment està disminuint: 24,049º en el 3300 aC, 23,443º en el 1973, 23,439º en el 2000). Simultàniament, la direcció de l'eix de rotació té un moviment de precessió, i es mou lentament en cercles en un període de 25.800 anys.